# Empresseguera
Empresseguera és una partida de l'Horta de Lleida, de Lleida.
Limita amb les següents partides de Lleida:
- Al nord amb Vallcalent.
- A l'est amb Mariola.
- Al Sud amb la Caparrella.
- A l'Oest amb Sant Just.